# Kathrin Anders

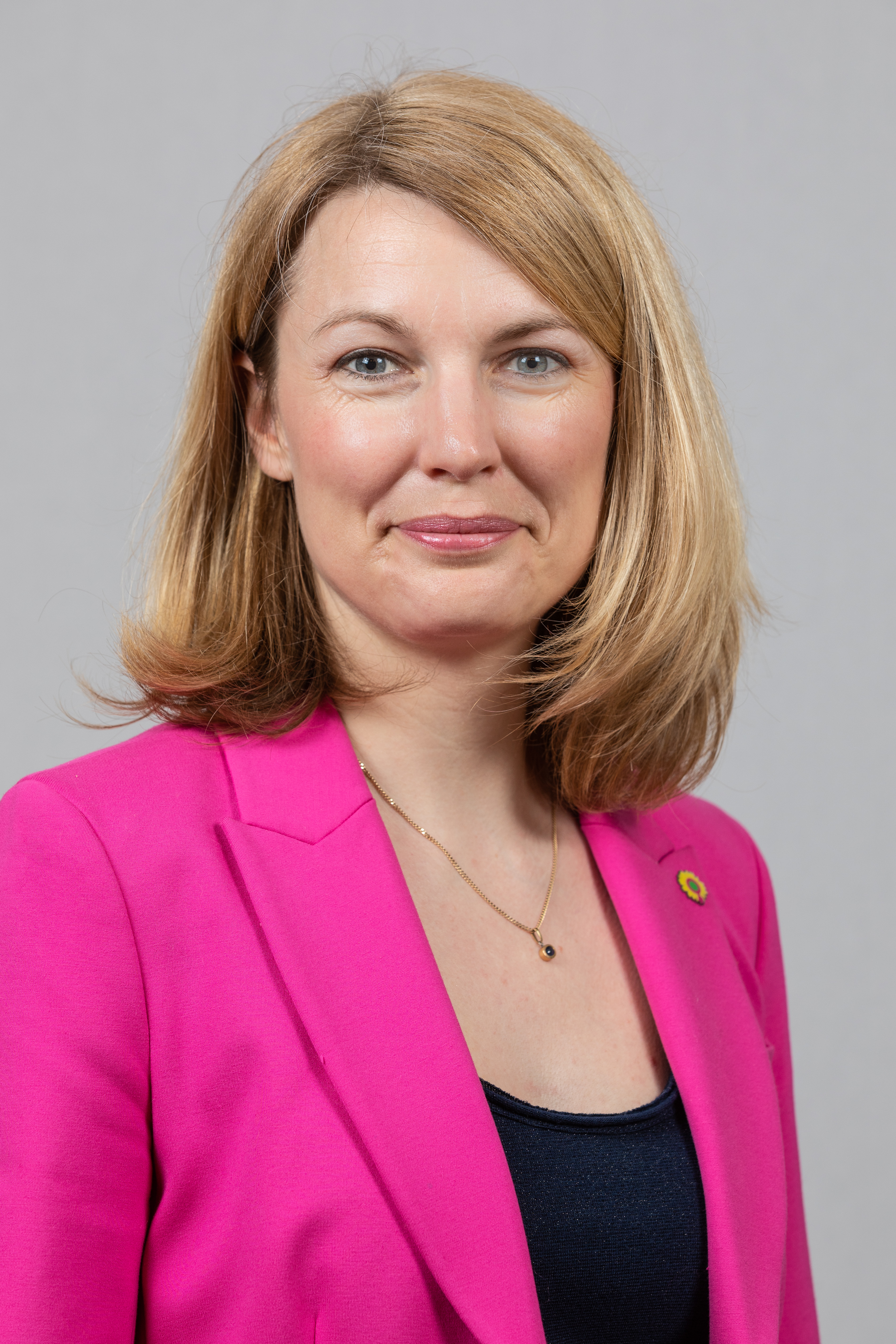
Kathrin Anders, 2019

Kathrin Anders (* 3. Mai 1982 in Frankfurt am Main) ist eine deutsche Politikerin (Bündnis 90/Die Grünen). Sie ist seit 2019 Abgeordnete des Hessischen Landtages und war Vorsitzende von Bündnis 90/Die Grünen Hessen.

## Leben
Anders absolvierte eine Ausbildung zur Erzieherin und studierte Sozialpädagogik an der Fachhochschule Frankfurt. Bis zum Einzug in den Landtag  2019 war sie Vorklassenleiterin einer Grundschule im Hochtaunuskreis.
Anders lebt mit ihrem Ehemann und ihren drei Söhnen aus erster Ehe in Bad Vilbel.
Anders engagiert sich vor Ort in der Flüchtlingshilfe und ist seit 2021 Vorsitzende des Vereins Flüchtlingshilfe „Willkommen in Bad Vilbel“ e.V.
Seit 2023 ist Anders Beisitzerin im Vorstand von Pro Familia Hessen.

## Politik
Anders gehört für ihre Partei seit März 2011 der Stadtverordnetenversammlung von Bad Vilbel an. Von 2016 bis 2023 als Fraktionsvorsitzende.
Von 2017 bis 2019 war Anders Beisitzerin im Landesvorstand von Bündnis 90/Die Grünen Hessen. Von Januar bis Dezember 2024 war Anders zusammen mit Andreas Ewald Landesvorsitzende von Bündnis 90/Die Grünen Hessen. Nach einem Streit um Auslandsreisen ihres Co-Vorsitzenden Andreas Ewald trat Anders im Dezember 2024 überraschend zurück und erhob schwere Vorwürfe gegen den restlichen Landesvorstand. Der wiederum kündigte ebenfalls seinen Rücktritt an.
Zur Bundestagswahl 2017 kandidierte Anders als Direktkandidatin im Wahlkreis Wetterau I.
Bei der Landtagswahl in Hessen 2013 kandidierte sie im Wahlkreis Wetterau I. Bei der Landtagswahl in Hessen 2018 kandidierte sie nicht als Direktkandidatin, sondern zog über die Landesliste ihrer Partei in den Landtag ein. Für die Landtagswahl 2023 in Hessen kandidierte sie nach 2013 erneut im Wahlkreis Wetterau I. Mit 19 % der Erststimmen war sie im Wahlkreis Zweitplatzierte und lag damit über dem Zweitstimmenergebnis. Sie zog über die Liste erneut in den Landtag ein.
Anders ist in der Fraktion von Bündnis 90/Die Grünen Sprecherin für Gesundheit (seit November 2022), frühkindliche Bildung und Grundschulen. Sie ist Mitglied im Kulturpolitischer Ausschuss im Sozial- und Integrationspolitischer Ausschuss und seit 8. Juli 2021 im Opferfondsbeirat sowie stellvertretendes Mitglied im Landesjugendhilfeausschuss.